# Valentino Manfredonia
Valentino Manfredonia (Jaboatão dos Guararapes, 29 settembre 1989) è un pugile italiano, che ha rappresentato l'Italia alle Olimpiadi di Rio de Janeiro 2016.

## Biografia
Valentino Manfredonia nasce il 29 settembre 1989 in Brasile, nella città di Jaboatão dos Guararapes. Adottato da una famiglia italiana ad appena venti giorni dalla nascita, si trasferisce a Napoli crescendo nel quartiere Pianura. È stato introdotto al pugilato all'età di dieci anni nella palestra della Pugilistica De Novellis, sita nel Rione Traiano del quartiere Soccavo.

## Carriera pugilistica
Sotto la guida dell'ex campione italiano Guido De Novellis, tra il 2006 e 2007 Manfredonia conquista due titoli italiani giovanili (Junior-Youth). Un infortunio sembra pregiudicarne la carriera nel 2008, ma dopo tre anni di stop torna a indossare i guantoni, guidato nel recupero dal preparatore atletico Valerio Esposito, che continua a curarne gli allenamenti negli anni successivi. Si laurea campione italiano nel 2013 durante la kermesse di Galliate (Novara), sotto le insegne della RingSide, società pugilistica di Rimini.
Nel 2014 Manfredonia entra nella nazionale italiana e ad agosto vince la medaglia d'oro ai campionati di pugilato dilettanti dell'Unione europea, disputatisi a Sofia. Raffaele Bergamasco, head coach dell'Italia Boxing team e dell'Italia Thunder, lo sceglie per far parte del team World Series of Boxing italiano per la stagione 2015. La possibilità di qualificarsi per le Olimpiadi di Rio de Janeiro del 2016 viene colta, il 25 aprile 2015 a Bergamo, grazie alla vittoria sul croato Sep Hrvoje. La qualificazione è ottenuta in virtù del primo posto nel ranking 81 kg (pesi mediomassimi) delle WSB, in virtù di sette vittorie su sette incontri.
Lo stesso anno conquista una medaglia d'argento ai I Giochi europei, perdendo in finale contro il pugilo azero Teymur Məmmədov.
Alle Olimpiadi di Rio del 2016, conclusesi per la nazionale italiana di pugilato con il peggior bilancio dal 1996, Manfredonia viene eliminato ai sedicesimi di finale, sconfitto dal bielorusso Mikhail Dauhaliavets per due riprese a uno (28-29, 29-28, 30-27).
L'11 dicembre 2016 conquista nuovamente il titolo di campione italiano Elite, battendo Gianluca Rosciglione a Bergamo per tre riprese a zero.

### Principali incontri disputati
| Evento         | Edizione  | Categoria             | Trentaduesimi | Sedicesimi | Ottavi                  | Quarti                      | Semifinale                       | Finale                       | Pos. | Note  |
| -------------- | --------- | --------------------- | ------------- | ---------- | ----------------------- | --------------------------- | -------------------------------- | ---------------------------- | ---- | ----- |
| Giochi europei | Baku 2015 | Mediomassimi (-81 kg) | N.D.          | N.D.       | Uke Smajli ( CHE) V 3-0 | Dzemal Bosnjak ( BIH) V 2-1 | Oleksandr Khyzhniak ( UKR) V 2-1 | Teymur Məmmədov ( AZE) P 0-3 |      | [ 4 ] |